# Marion Buisson
Marion Buisson (ur. 19 lutego 1988 w Mende) – francuska lekkoatletka, specjalizująca się w skoku o tyczce.
Czwarta zawodniczka mistrzostw Europy juniorów (Hengelo 2007). W 2008 została mistrzynią kraju oraz nie przeszła eliminacji podczas pekińskich igrzysk olimpijskich (zajęła 23. miejsce). W 2013 sięgnęła po brąz igrzysk śródziemnomorskich w Mersin. Halowa mistrzyni Francji (2010).

## Rekordy życiowe
- skok o tyczce - 4,50 (2008)
- skok o tyczce (hala) - 4,33 (2009)